# Tskhinvali
Tskhinvali (også stavet Cchinvali eller Cxinvali) (georgisk ცხინვალი, ossetisk Цхинвал eller Чъреба, Tjreba) er hovedstaden i den de facto selvstændige republik Sydossetien, der internationalt regnes som en del af Georgien. Ifølge Georgiens officielle administrative inddeling hører Tskhinvali til regionen Sjida Kartli.
Byen ligger ved floden Store Liakhvi, omkring 100 km nordvest for Georgiens hovedstad Tbilisi.

## Historie
Der har været bosættelser i området omkring byen siden bronzealderen.
Tskhinvali blev første gang nævnt i skriftlige georgiske kilder i 1398 som en landsby i Kartli (Centralgeorgien), men senere kilder tilskriver grundlæggelsen den georgiske kong Asphagur af Iberia fra 200-tallet, der byggede en fæstning her. I starten af 1700-tallet var Tskhinvali en lille “kongelig by” og var primært beboet af munke. Tskhinvali blev annekteret af Det russiske rige sammen med resten af Østgeorgien i 1801. Byen lå langs handelsvejen fra Nordossetien til Tbilisi og Gori, og byen udviklede sig gradvis til en handelsby med en blanding af jødisk, georgisk, armensk og ossetisk befolkning.
Da Sovjetunionen overtog landet, efter at Georgien i havde en kort periode med selvstændighed i 1918-20, blev Tskhinvali hovedstad i den autonome oblast Sydossetien i den georgiske sovjetrepublik. Dermed blev byen stort set ossetisk på grund af kraftig urbanisering og den sovjetiske politik med at forflytte ossetiske folk fra nærliggende landsbyområder til byen. Byen var et industricenter med savværk og fabrikker samt kultur- og uddannelsesinstitutioner. Ved en folketælling i 1989 havde byen 42.934 indbyggere, mens tallet i dag ligger på omkring 30.000, hvoraf 90% er russiske statsborgere.
7. august 2008 indledte georgiske styrker et angreb mod byen for at “genindføre forfatningsmæssig kontrol over regionen”. Trods modstand fra ossetiske styrker lykkedes det Georgien at indtage byen samme dag. Dagen efter gik russiske styrker over grænsen og gik i kamp med georgiske styrker for at gengælde angrebet på de mange russiske statsborgere i regionen.